# Ilex sipapoana
Ilex sipapoana är en järneksväxtart som beskrevs av Edwin. Ilex sipapoana ingår i släktet järnekar, och familjen järneksväxter. Inga underarter finns listade i Catalogue of Life.